# 黑身準裂腹魚
黑身準裂腹鱼（学名：Schizopyge niger）为輻鰭魚綱鯉形目鲤科的其中一種。分布於亞洲印度及巴基斯坦間的喀什米爾，體長可達到27公分，棲息在水質清澈、冰冷的湖泊及溪流，可做為食用魚。
其种加词“niger”意为“黑色的”。